# Château de Minot
Le château de Minot est situé dans la commune de Minot, dans le département de la Côte-d'Or, en France.

## Localisation
Le château est situé au sommet de la butte de Minot-Haut à l'entrée sud-ouest du village, en rive est de la RD 112.

## Historique
La première trace écrite de l’existence d’une place forte à Minot remonte de 1109. En 1372, Eudes de Savoisy, seigneur du Fossé et de Minot, tient de Philibert de Blaisy, seigneur de Villecomte, une grange et sa maison "sous la tour du mont de Minot" qui dépend de l'église Saint-Pierre de Minot. En 1421, Jean de Savoisy les cède à Jean de Chauffour, seigneur d'Échalot. Ce château primitif du XIe siècle, dénommée motte ou tour du Vaux par opposition à la tour du Mont, est détruit lors des combats qui opposent Charles le Téméraire aux troupes royales (1474-1477).

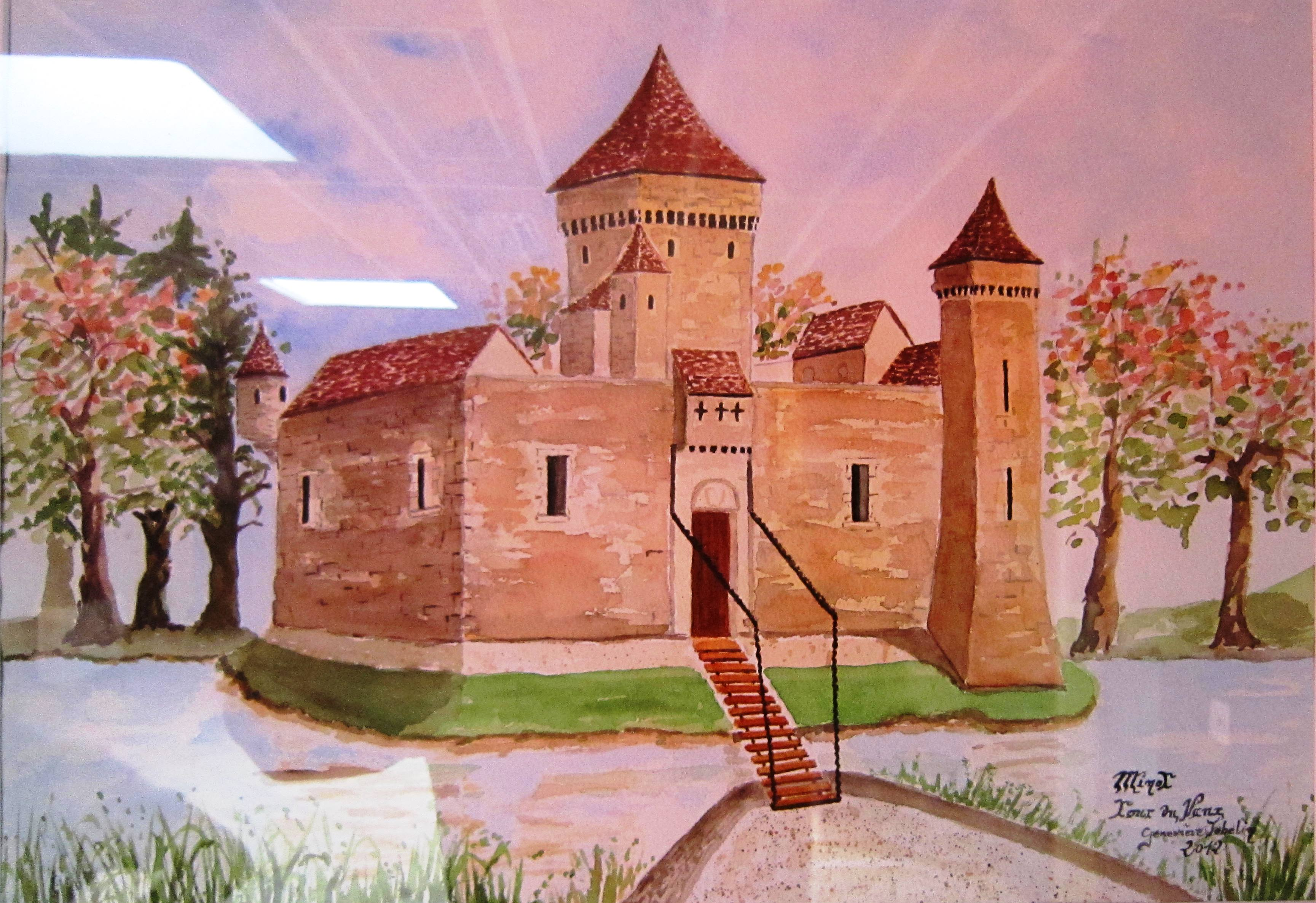
Gravure de l'ancien château

Il est reconstruit sur le site au XVe siècle par les Vaudrey. En 1500 les services religieux des chapelles du château sont établis. Le château actuel est construit vers 1660-1661 par Marie de Longueval qui ne conserve du précédent que deux tours circulaires et une bretèche[réf. souhaitée]. Celui-ci est à nouveau détruit en 1694, ne laissant que les deux tours rondes et la bretèche. Ces vestiges sont acquis ensuite par les Mairetet qui construisent les communs. En 1809, le pavillon d'entrée du pont-levis est détruit[réf. souhaitée].

## Architecture

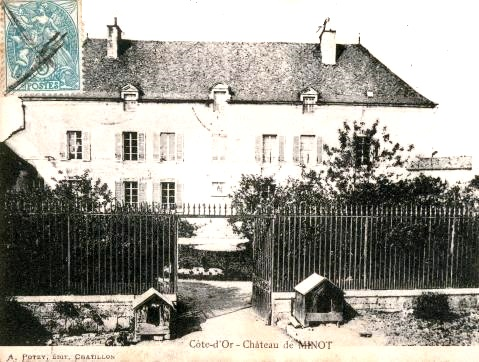
La façade est et l'entrée
au début du XXe siècle

Le château actuel de Minot est bâti sur une plate-forme rectangulaire entourée au nord, à l'ouest et au sud par des fossés secs, ouverte à l'est, face au village, sur une basse-cour rectangulaire qui conserve le plan et des vestiges architecturaux de la tour du Mont. On y pénètre par une porte de fer qui remplace l’ancien pont-levis. L'ensemble est complété vers l'est par un jardin clos, dont l'angle nord-est est garni d'une tourelle rectangulaire munie de meurtrières.

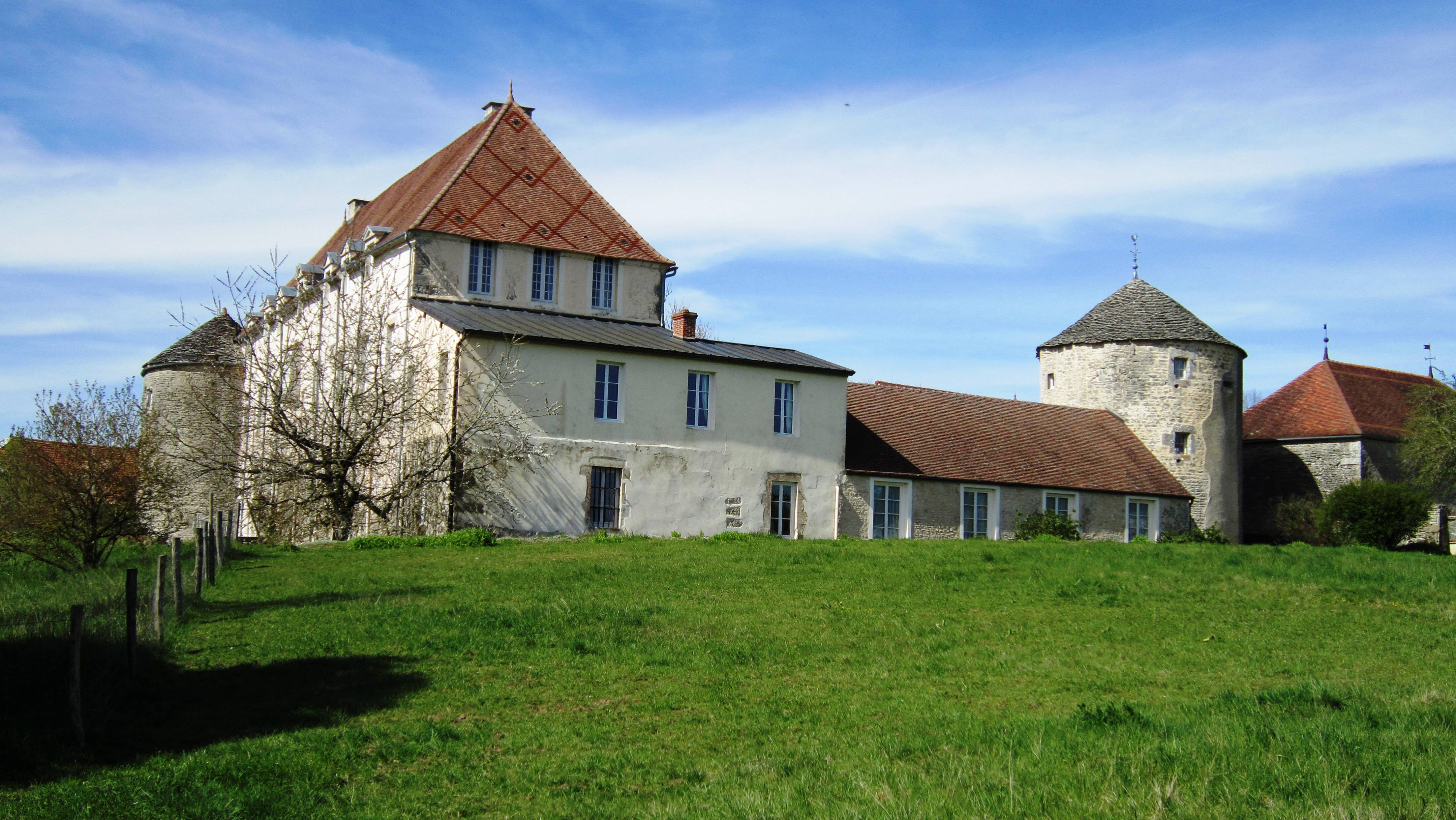
Le château côté nord

La plate-forme est fermée à l'est par le bâtiment principal et au sud par des dépendances en retour d'angle. L'angle sud-est est flanqué d’une tour ronde à canonnières dont le rez-de-chaussée est occupé par la chapelle. Une tour identique flanque l'angle nord-ouest du bâtiment. Le fossé est, du côté de l'entrée, a disparu[réf. souhaitée].
À l'exclusion de l'aile est le château, la tour est, la chapelle, les dépendances du XVIIIe siècle, la grille et les portails d'entrée ainsi que les jardins sont inscrits à l'inventaire des monuments historiques depuis 1992.

## Mobilier
Le château est propriété privée et ne se visite pas.

## Annexe